# Пеганово (Архангельская область)
Пеганово — деревня в Вельском районе Архангельской области. Входит в состав Муниципального образования «Пежемское».

## География
Деревня расположена в 26 километрах на юго-запад от города Вельска , на правом берегу реки Пежма притока Ваги. Ближайшие населённые пункты: на юге деревня Селиваново, на севере деревня Боровинка.

## Население
| 2002 | 2010 | 2012 | 2014 |
| ---- | ---- | ---- | ---- |
| 4    | ↘0   | →0   | →0   |

## История
Указана в «Списке населённых мест по сведениям 1859 года» в составе Вельского уезда Вологодской губернии под номером «2135» как «Каменная Дуброва(Пеганово)». Насчитывала 12 дворов, 37 жителей мужского пола и 44 женского.
В материалах оценочно-статистического исследования земель Вельского уезда упомянуто, что в 1900 году в административном отношении деревня входила в состав Богоявленского сельского общества Никифоровской волости. На момент переписи в селении Каменная Дубрава(ПҌганово) находилось 20 хозяйств, в которых проживало 48 жителей мужского пола и 56 женского.